# فريق عائلة وايت
لوك هاربر وإيريك رون , أحد فرق المصارعة الحرة في الدبليودبليو أي، وقد كانوا يتبعون قائدهم العضو السابق براي وايت وكانوا تحت أسم عائلة وايت , دخل الثلاثة العروض الرئيسية في يوليو 2013 وكانوا أشرار ودخلوا في عدائات عديدة منها ضد كين، فريق الدرع، جون سينا، ذا أوسو ودانيال براين الذي انضم إلى المجموعة ومن ثم انقلب عليهم 

و قد تمكن هاربر ورون سابقا من الفوز ببطولة ان اكس تي للفرق، وقد حضيا بفرصة الفوز ببطولة الدبليو دبليو أي للفرق في عرضي ماني إن ذا بانك وباتل جراوند في عام 2014 , وكذالك براي وايت شارك بمباراة ماني إن ذا بانك على بطولة الدبليو دبليو أي للعالم والوزن الثقيل، وفي نهاية عام 2014 أعلن براي وايت ان لوك هاربر وإيريك رون قد أصبحا أحرار وأن المجموعة انتهت، ولكن في مايو 2015 عاد رون وهاربر مرة أخرى كفريق ثنائي وثم جلب عضو أخر قوي وأكثر إرعاباً وهو براون سترومان وحينها أشتهروا بعداوتهم لرومان رينز ودين أمبروز وراندي أورتن.

## التاريخ

### عرض ان اكس تي
ظهر براي وايت أول مرة في عرض اف سي دبليو في أبريل 2012 , وبعد ان قام الاتحاد بتغير اف سي دبليو إلى ان اكس تي ظهر أول مرة في 11 يوليو وهزم أيدين أنجليش في مباراة فردية، وكانت شخصيته تمثل الوحش البشري الذي يقود نفسه ويصدق بها 

و ظهر الفريق في نوفمبر 2012 عندما أعلن براي وايت بأن هاربر هو أبنه الأول ورون هو الثاني، شارك بعدها هاربر ورون في بطولة فرق على أحزمة الفرق الثنائية وتمكنوا من الفوز على يوشي تاتسو وبيرسي واتسون في الجولة الأولى في يوم 23 يناير 2013 , وهزموا بعدها بو دالاس ومايكل مجيليكاتي بعد تدخل وايت، ولكنهما خسرا في نهاية البطولة على يد أدريان نيفل وأوليفر غري 

خاض براي أول مباراة له منذ ان اصاب في يوم 21 فبراير عندما هزم يوشي تاتسو، وقام فريق عائلة وايت بالقضاء على غري، ومنع بري بو دالاس من ان يصبح المنافس الأول لبطولة ان اكس تي لأنه رفض الأنضمام إلى المجموعة، وفي يوم 13 مارس تمكن دالاس من الحاق أول هزيمة لبري في عضر ان اكس تي، وفي يوم 2 مايو خسر وايت ضد بطل العالم ست مرات كريس جيريكو، وتمكن هاربر ورون من تثبيت نيفل للحصول على فرصة على بطولة الفرق، وفي يوم 8 مايو تمكن هاربر ورون من الفوز على بو دالاس ونيفل للحصول على بطولة ان اكس تي للفرق 

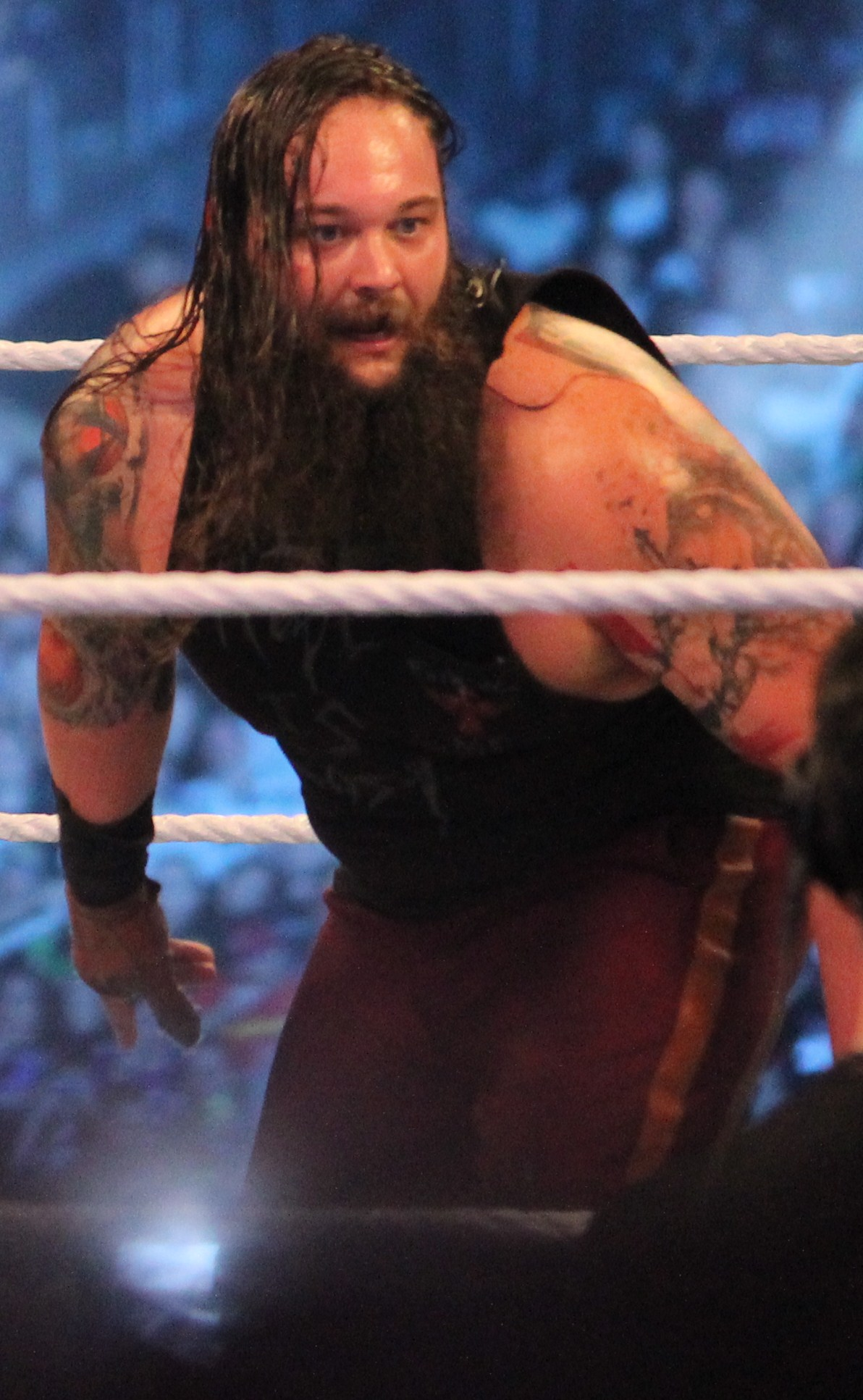
براي وايت قائد الفرقة السابق الذي كان دائما يجلس على كرسي هزاز ويراقب مبارايات فريقه

دخل بعدها فريق عائلة وايت في عداء مع كوري جريفز وكزوس أونو، وتمكن براي من الفوز على كوري في 22 مايو 2013 , وفي الاسبوع التالي قام براي بأقصاء جريفز وأونو اثناء مباراة باتل رويل لتحديد المنافس الأول على بطولة ان اكس تي، وأقصي بالأخير من قبل أدريان نيفل، وفي يوم 19 يونيو فاز فريق وايت على فريق نيفل وجريفز وأونو، وبعدها قام فريق وايت مع جاريت دالان وسكوت داوسون بمهاجمة نيفل وجريفز وأونو وعندما حاول وليام ريغال الأنقاذ هوجم هو أيضا، وبعدها تمكن فريق عائلة وايت من الفوز على فريق نيفل وجريفز وريغال عندما قام وايت بتثبيت ريغال، وفي يوم 17 يوليو خسر هاربر ورون بطولة الفرق ضد جريفز ونيفل.

### العروض الرئيسية

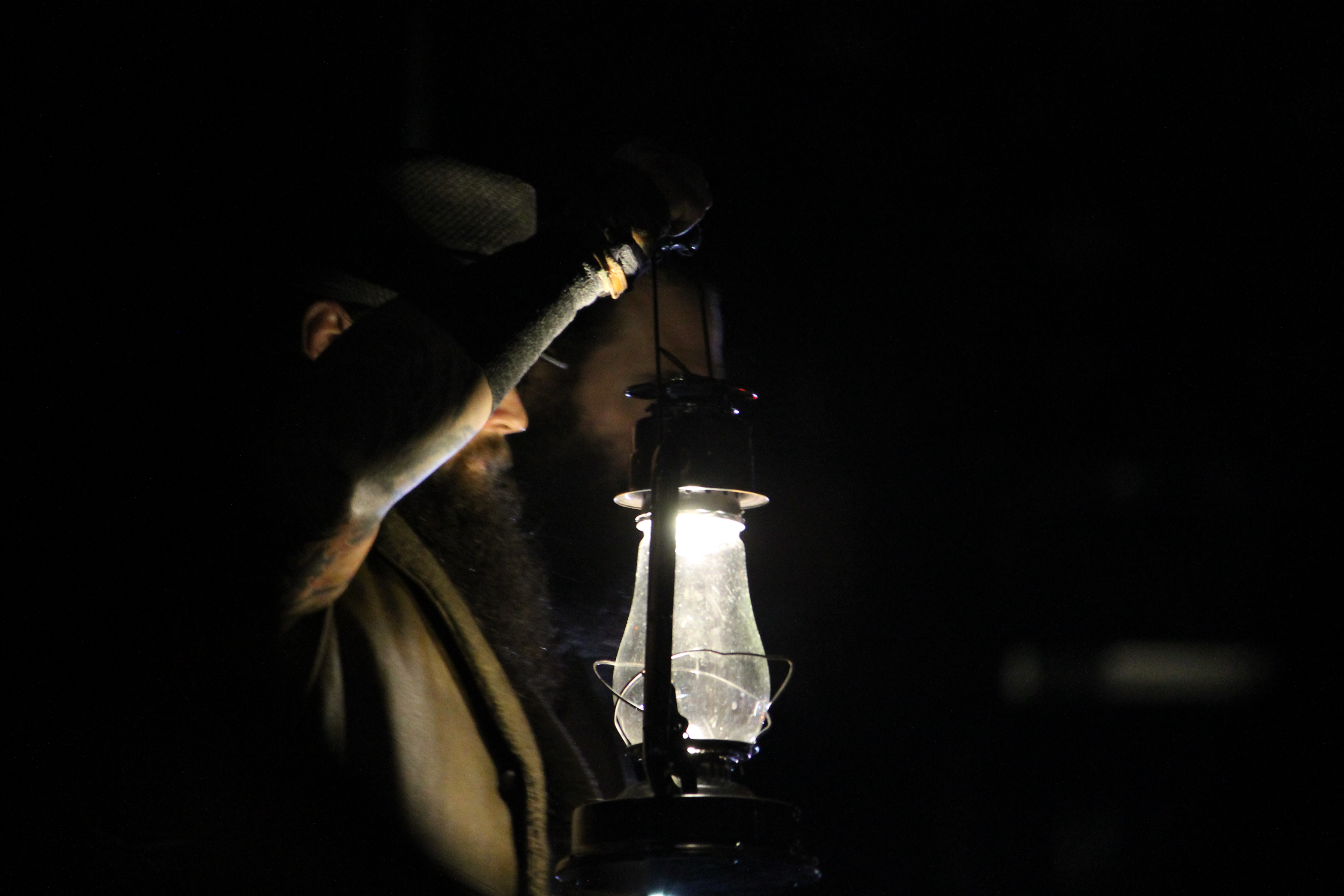
دخلة الفريق الخاصة إلى الحلبة

في يوم 27 مايو 2013 في عرض الرو ظهرت لقطات على الشاشة التي تدل على اقتراب مجيئ عائلة وايت، وقد ظهر ان رون يرتدي قناع خروف، وفي يوم 8 يوليو ظهرو أول مرة في عرض الرو وهاجموا كين، واستمروا بمهاجمة المصارعين امثال آر تورث وجاستين غابريل وفريق 3MB , وارسلوا رسالة لكين مكتوب بها «أتبع الصقور», وتحدى كين براي في مباراة الحلبة المشتعلة في عرض سمر سلام، وتواجها بالفعل وتمكن براي من الفوز بعد تدخل رون وهاربر، وبعد المباراة هاجم رون وهاربر كين وحملوه ورموه، وفي عرض باتل جراوند فاز وايت على كوفي كنغستون، وفي يوم 11 أكتوبر في عرض سماك داون خسر رون وهاربر أول مباراة لهم ضد كودي رودز وجولداست.

### العداء معدانيال براين
بداء عائلة وايت بمهاجمة سي ام بونك ودانيال براين، وخسر هاربر مباراة فردية ضد بانك، وفي عرض سرفايفر سريز خسر هاربر ورون ضد بانك وبراين، وتمكن فريق وايت من الفوز على براين في عرض تي ال سي في مباراة ثلاثة ضد واحد، وفي اخر عرض راو لعام 2013 فاز براين على هاربر ومن ثم رون وبعدها نازل براي وكاد ان يفوز ولكن تدخل رون وهاربر، وأستسلم براين بعدها وطلب الأنضمام إلى عائلة وايت ولكن الفريق لم ينجح بعد انضمام براين للمجموعة ومما أدى إلى معاقبة براي له لكنه قام بضرب براي وبقية افراد الفريق وانقلب عليهم، وفي 13 يناير عرض الرو انفصل عنهم، وفي عرض رويل رمبل فاز براي على براين، وشارك هاربر ورون في مباراة رويل رمبل لكنهما خسرا بدون ان يقصيا أي أحد.

### الأصطدام مع الدرع، العداء معجون سينا
في يوم 27 يناير قام فريق عائلة وايت بمهاجمة براين وجون سينا وشيمس اثناء مباراة التأهل إلى المنيشن تشامبر ضد فريق الدرع الفريق المشابه لعائلة وايت، وفاز فريق سينا بلأقاصاء وأراد فريق الدرع الانتقام لذالك تحدوا فريق عائلة وايت في مباراة ثلاثة ضد ثلاثة في عرض ألمنيشن تشامبر، وفاز بها فريق وايت بعد معاركة مع الجمهور، وفي يوم 3 مارس 2014 أقيمت مباراة رد بين الفريقين وفاز فريق وايت مرة أخرى بسبب أنسحاب سيث رولينز من فريق الدرع، وفي يوم 8 أبريل عرض ماين أيفينت تمكن فريق الدرع (بعد أن أصبحوا أخيار) من الفوز على فريق وايت بعد تحطيمهم.

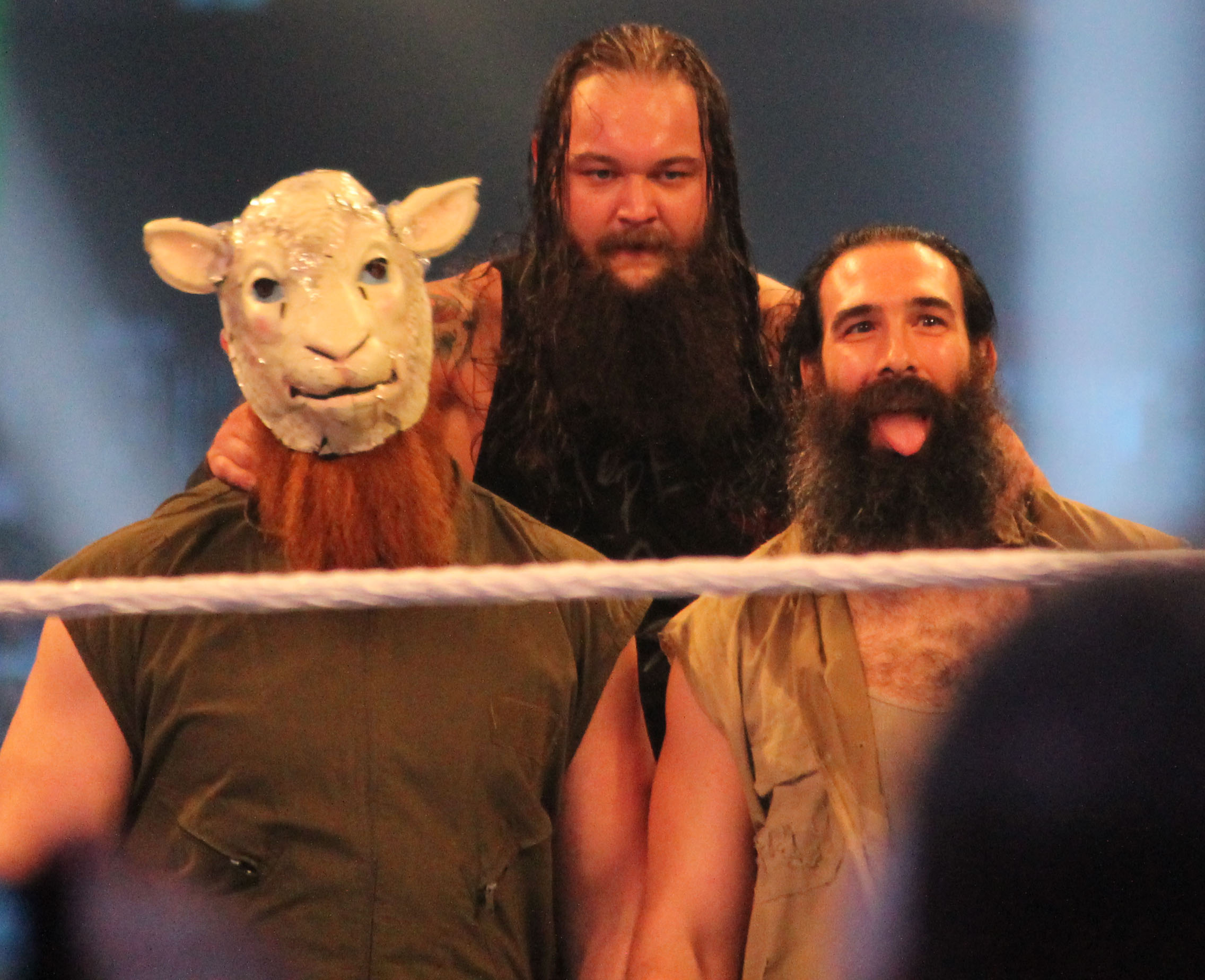
فريق عائلة وايت في راسلمينيا 30

في عرض رويل رمبل كلف فريق وايت جون سينا مباراته ضد راندي أورتن على بطولة الدبليو دبليو أي للعالم والوزن الثقيل، وقد هاجموا سينا اثناء مباراة سينا وبراين وشيمس ضد الدرع، وتدخلوا في مباراة لمنيشن تشامبر وهاجموا سينا مرة أخرى، ودخل الفريق في عداء مع سينا، وقال بريا ان سينا يعيش في الأكاذيب وانه سيحول سينا إلى وحش، وتواجه وايت وسينا في عرض راسيلمينا 30 وفاز بها سينا والحق ببراي أول خسارة له في العروض الرئيسية وتحول سينا إلى وحش وقام بتدمير هاربر ورون اثناء المباراة كي لا يتدخلا، وفي يوم 28 أبريل قام فريق وايت بمهاجمة سينا والباسه قناع خروف، وقام براي بأحضار أطفال يرتدون اقنعة خروف، وفي عرض الكستريم رولز أقيمت مباراة بين وايت وسينا من نوع القفص الحديدي وأوشك سينا على الفوز حتى بعد تدخل رون وهاربر لكن انطفئت الأضواء وظهر طفل يغني بصوت مخيف مما أرعب جون واتغل بري الفرصة وهاجم سينا وفاز بعد خروجه من القفص، لكن العداء أستمر وتواجه الأثنان في عرض بايباك في مباراة أخر رجل يقف وأنتصر سينا.

### المنافسة على البطولات: العداء معكريس جيريكو
و في يوم 2 يوينو تمكن هاربر ورون من هزيمة ذا أوسو ولم يظهر براي وايت اثناء المباراة، ولكن كان كرسيه الهزاز خارج الحلبة، وفي عرض السماك داون تمكن وايت من الفوز دين أمبروز بعد تدخل سيث رولينز وتأهل إلى ماني إن ذا بانك، وتأهل إلى مباراة السلالم على بطولة الدبليو دبليو أي للعالم والوزن الثقيل الشاغر، وفي عرض ماني إن ذا بانك لم يتمكن وايت من الفوز بالمباراة، وخسر رون وهاربر مباراة ضد ذا أوسو على بطولة الفرق، وتمكن ذا أوسو من الفوز على هاربر ورون مرة أخرى في مباراة في عرض باتل جراوند على بطولة الفرق، وفي يوم 30 يوينو قام فريق وايت بالهجوم على كريس جيريكو العائد، وتواجه وايت وجيركو في عرض باتل جراوند وفاز جيريكو، وأستمر العداء وفي يوم 1 يوليو فاز جيركو على رون، وفي 4 يوليو قام وايت بمهاجمة جيريكو أثناء مباراته ضد هاربر، وفي عرض سمر سلام هزم وايت جيريكو، كذالك في عرض الرو في مباراة القفص الحديدي في يوم 8 سبتمبر 2014 , وفي يوم 25 أغسطس واجه وايت سينا وانتهت المباراة بتدخل هاربر ورون مما ادى إلى مباراة ست رجال فريق وايت ضد سينا، بيج شو وهنري وتمكن سينا من إخضاع هاربر للفوز، واخر ظهور للفريق كان في يوم 19 سبتمبر في سماك داون عندما خسروا ضد بيج شو ولو ماتادوريس، وبعدها أختفوا عن شاشاة التلفاز.

### العداء بين هاربر ورون (2014 - 2015)
في يوم 29 سبتمبر تحرر هاربر ورون وأصبح كل منهما بمفرده، عاد وايت في عرض هيل ان اسيل وهاجم دين امبروز وكلفه مباراته ضد رولينز، وعاد رون في عرض السماك داون، وعاد هاربر في يوم 10 نوفمبر منضما إلى فريق السلطة وفي يوم 17 نوفمبر انضم رون إلى فريق جون سينا لسرفايفر سريز معاكس لهاربر 

و في الاسابيع الأخرى شهدت عراك بين امبروز ووايت وقال بري انه سيصلح امبروز كما اصلح رون وهاربر، مم ادى إلى مباراة بينهما في سرفايفر سريز وخسر امبروز بالأقصاء، وفي سرفايفر سريز كان هاربر أحد آخر الاعضاء لفريق السلطة عندما خسر ضد فريق جون سينا، وفي يوم 24 نوفمبر أجبر هاربر على الدفاع عن لقبه بطولة القارات ضد امبروز وتمكن بعد ان خسر بالأقصاء، وبعد المباراة هاجم امبروز هاربر وبدأ يخرج الأسلحة لكنه هوجم من الخلف من قبل وايت 

و في يوم 6 ديسمبر سوؤل براي عن انفصال عائلة وايت فأجاب وقال ((هذا ليس أنفصال وهناك مشاكل بين كلم من لوك هاربر وإيريك رون، ولكن عندما تتحتاج عائلة وايت، عائلة وايت ستكون دائما موجودة وقد تكون 10 سنوات أو 15 من يعلم لكن أوئكد لك بأن عائلة وايت بعيد عن الأنتهاء)) 

و في يوم 8 ديسمبر في عرض الرو تواجه هاربر ورون ولكن قام هاربر بأقصاء نفسه، وفي يوم 2 يناير واجه رون براي في مباراة في عرض السماكدوان وفاز وايت، وفي يوم 5 يناير أرادت السلطة معاقبة رون لذالك جعلته في مباراة ضد هاربر مع وجود جي وجي للأمن كحكمان وساعدا هاربر على الفوز، وفي يوم 22 يناير في عرض السماك داون تواجه رون وهاربر والفائز سيتأهل إلى مباراة رويل رمبل وفاز هاربر، وفي عرض رويل رمبل اثناء مباراة رويل رمبل تدخل رون وهاجم كورتس اكسل الذي دخل رقم #6 وتوجه رون نحو الحلبة التي كان موجودا بها هاربر وبراي وأجتمعت عائلة وايت من جديد قبل ان يبدأ الثلاثة بضرب بعضهم البعض.

## عودة هاربر ورون مرة أخرى
في يوم 7 مايو عرض السماك داون فاز هاربر على فاندانغو بكل سهولة، ودخل رون بعد المباراة وهاجم فاندانغو، وفي يوم 11 مايو بعرض الرو فاز رون على فاندانغو في أقل من 30 ثانية، وقام هاربر ورون بمهاجمة فاندانغو وحطماه تحطيما، وفي يوم 18 مايو بعرض الرو فاز رون وهاربر على فريق فاندانغو وزاك رايدر بسهولة وفازا بعد سوبر كيك من هاربر وفول نيلسون سلام من رون، وفي يوم 21 مايو في عرض ماين ايفينت فاز رون وهاربر على رايدر وفاندانغو مرة أخرى، وفي يوم 4 يونيو قام رون وهاربر بعرض مشهد يدل على انهما كانا عائلة 

و في يوم 5 يونيو في عرض سوبرستارز تمكن رون وهاربر من الفوز على لوس ماتادوريس، وفي 8 يونيو هزماهما مرة أخرى في عرض الراو، وفي يوم 19 يناير في عرض سوبرستارز تمكن رون وهاربر من الفوز بمبارة فرق ثلاثية بين لوس ماتادوريس وذا اسنشين.

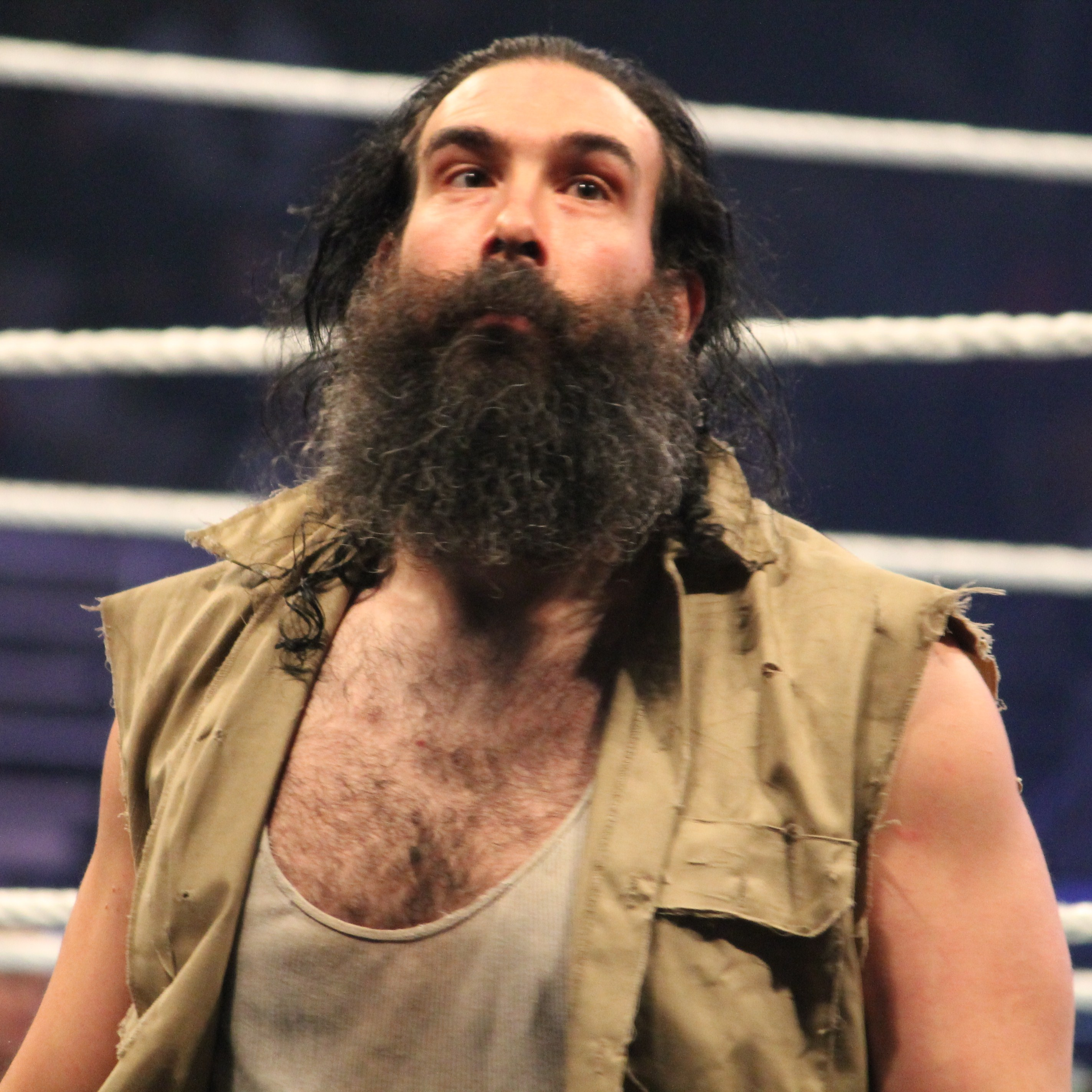
لوك هاربر.

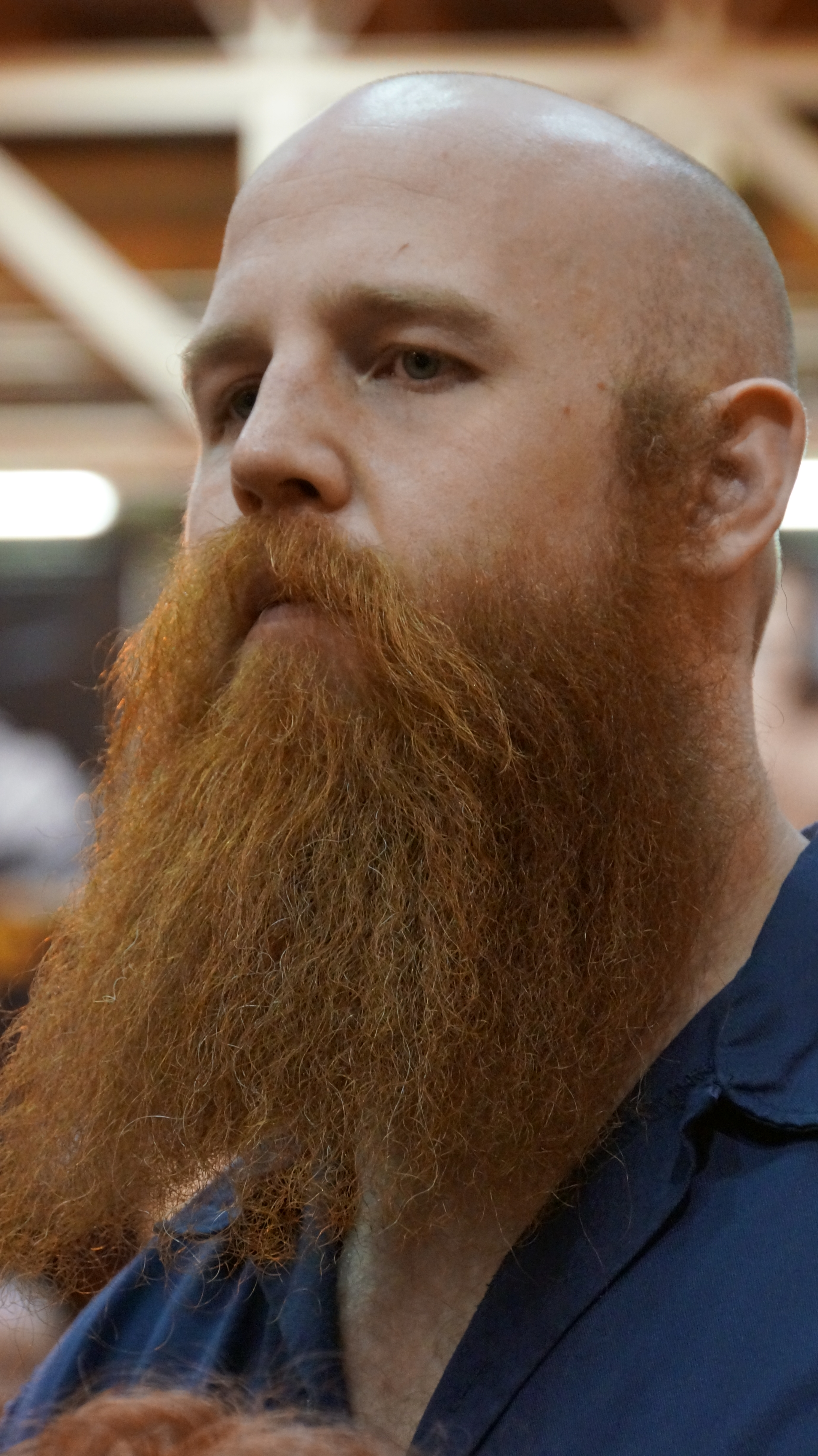
إيريك رون.

## وصلات خارجية
- فريق عائلة وايت على موقع عالم المصارعة على الإنترنت (الإنجليزية)
- فريق عائلة وايت على موقع عالم المصارعة على الإنترنت (الإنجليزية)